# Eoulimnuri-Byeolmuri-Stadion
Das Eoulimnuri-Byeolmuri-Stadion (kor. 어울림누리별무리경기장) ist ein Fußballstadion mit Leichtathletikanlage in der südkoreanischen Stadt Goyang, Provinz Gyeonggi-do. Die Anlage wurde 2004 eröffnet und diente von 2008 bis 2016 als Sportstätte von Goyang Citizen FC, ehe der Verein für ein Jahr in das Goyang-Stadion umzog. Von 2018 bis 2021 nutzte der Verein das Stadion erneut als Heimspielstätte für die K4 League.